# Casa de Campo (República Dominicana)
Casa de Campo (en castellà "casa de camp") és una comunitat residencial costanera tropical d'estil Ponderosa a La Romana, a la costa sud-est de la República Dominicana. Fou creada a la dècada de 1970 per Gulf and Western Industries en 7,000 acres (28 km2)  del terreny del seu molí sucrer anomenat Central Romana.

## Orígens
El nom significa "casa de camp" en castellà, i originalment era un refugi per a Charles Bluhdorn, que va construir la seva finca durant la dècada de 1970 a la propietat del molí sucrer de Gulf and Western, Central Romana. Quan va morir el 1983 esdevingué el primer complex turístic del país. Un dels amics de Bluhdorn, el dissenyador dominicà Óscar de la Renta, fou contractat per fer el disseny d'interiors de la Casa de Campo. Després de la mort de Bluhdorn, la família cubano-americana Fanjul la va comprar i la va obrir a clients de pagament.

## Viles i port esportiu
Hi ha dos tipus de xalets que es poden tenir en propietat: els "punto de villas" només posseeixen el terreny, amb aparcaments i espais enjardinats com a zones comunes. Les "villas con solar propio" tenen la propietat de tota una zona, que inclou els aparcaments i el paisatge. Un 10% de les residències del complex són apartaments en edificis de no més de quatre plantes. Al voltant del 70% de les propietats són grans finques.

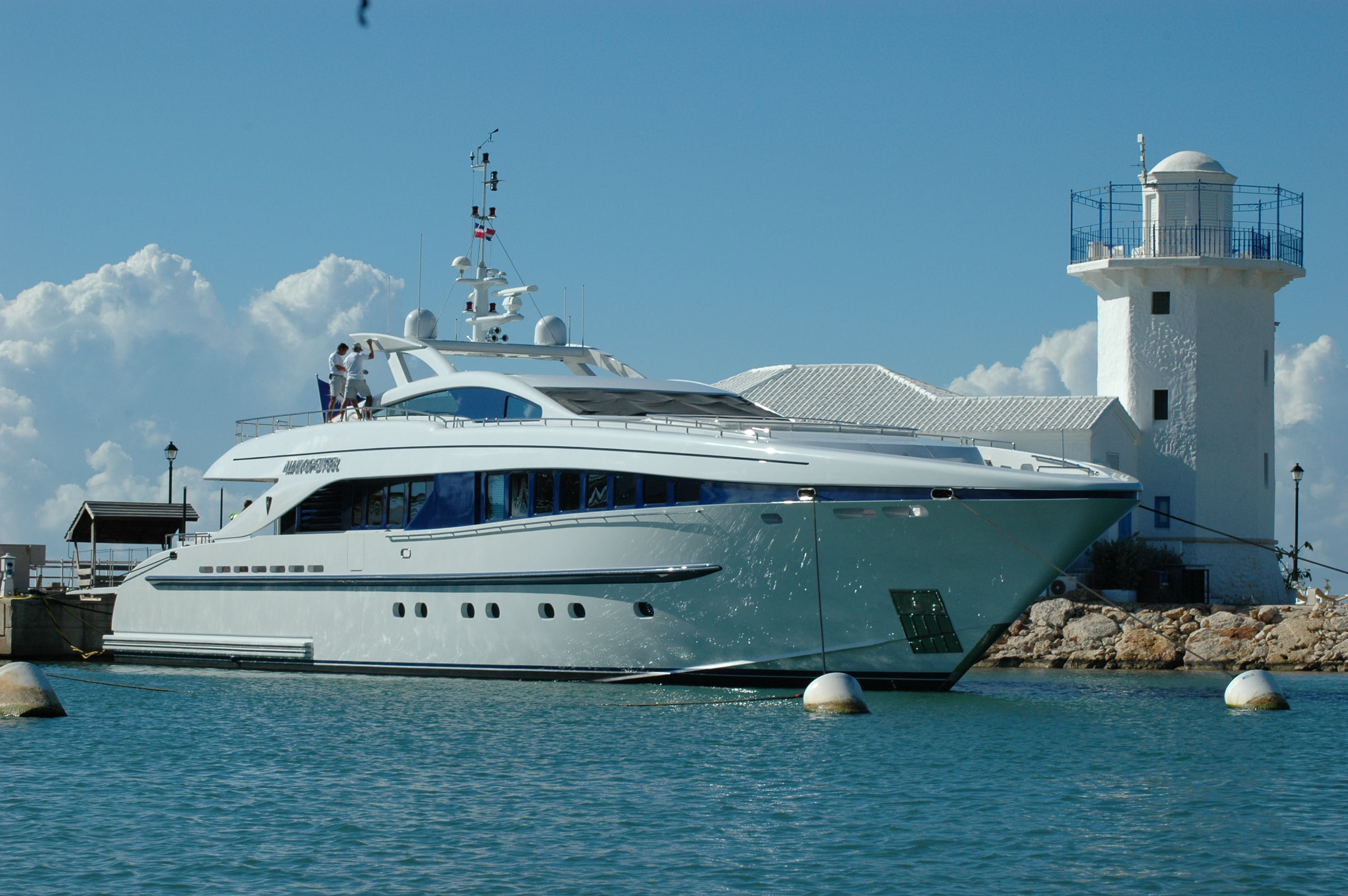
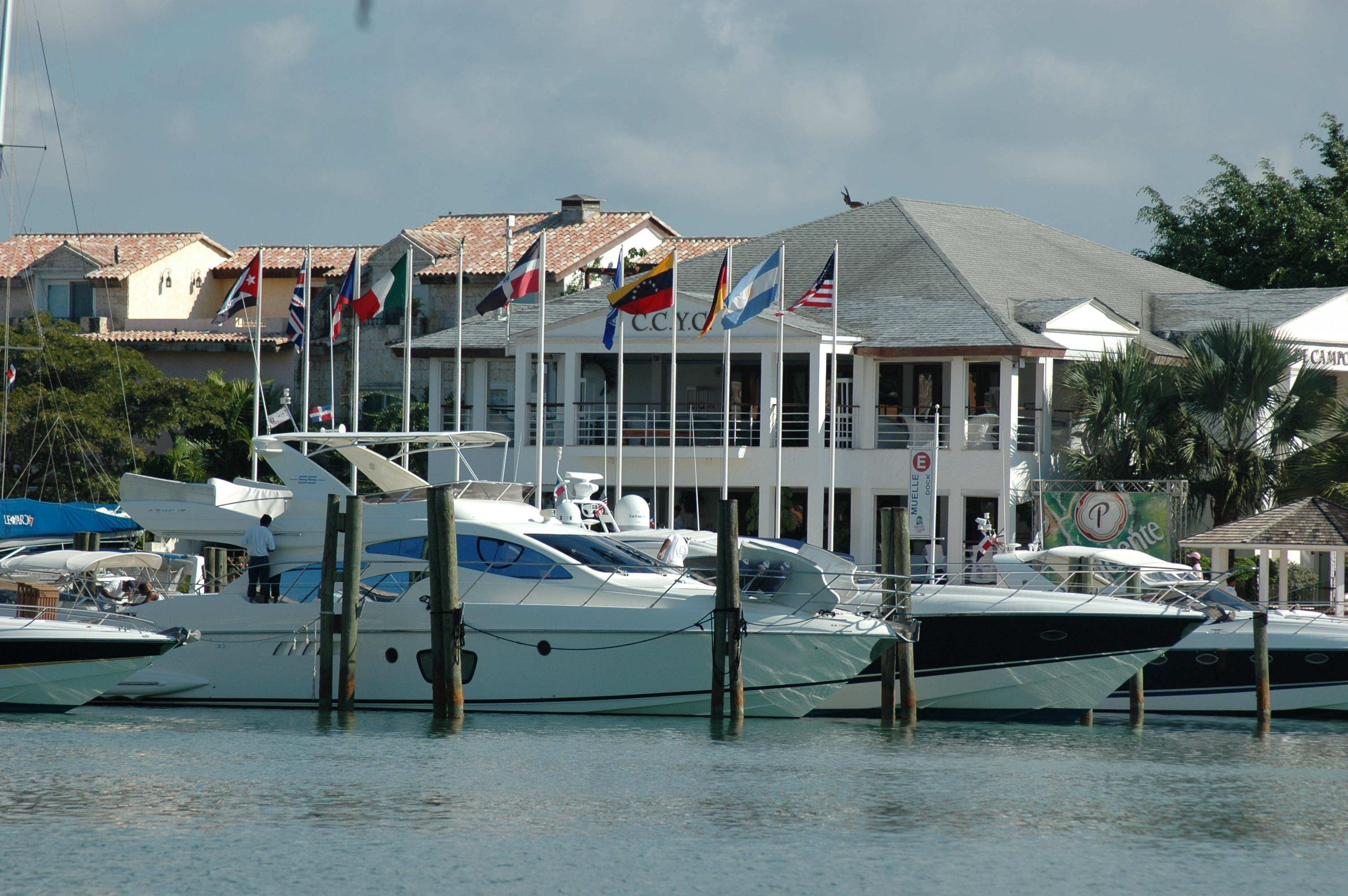
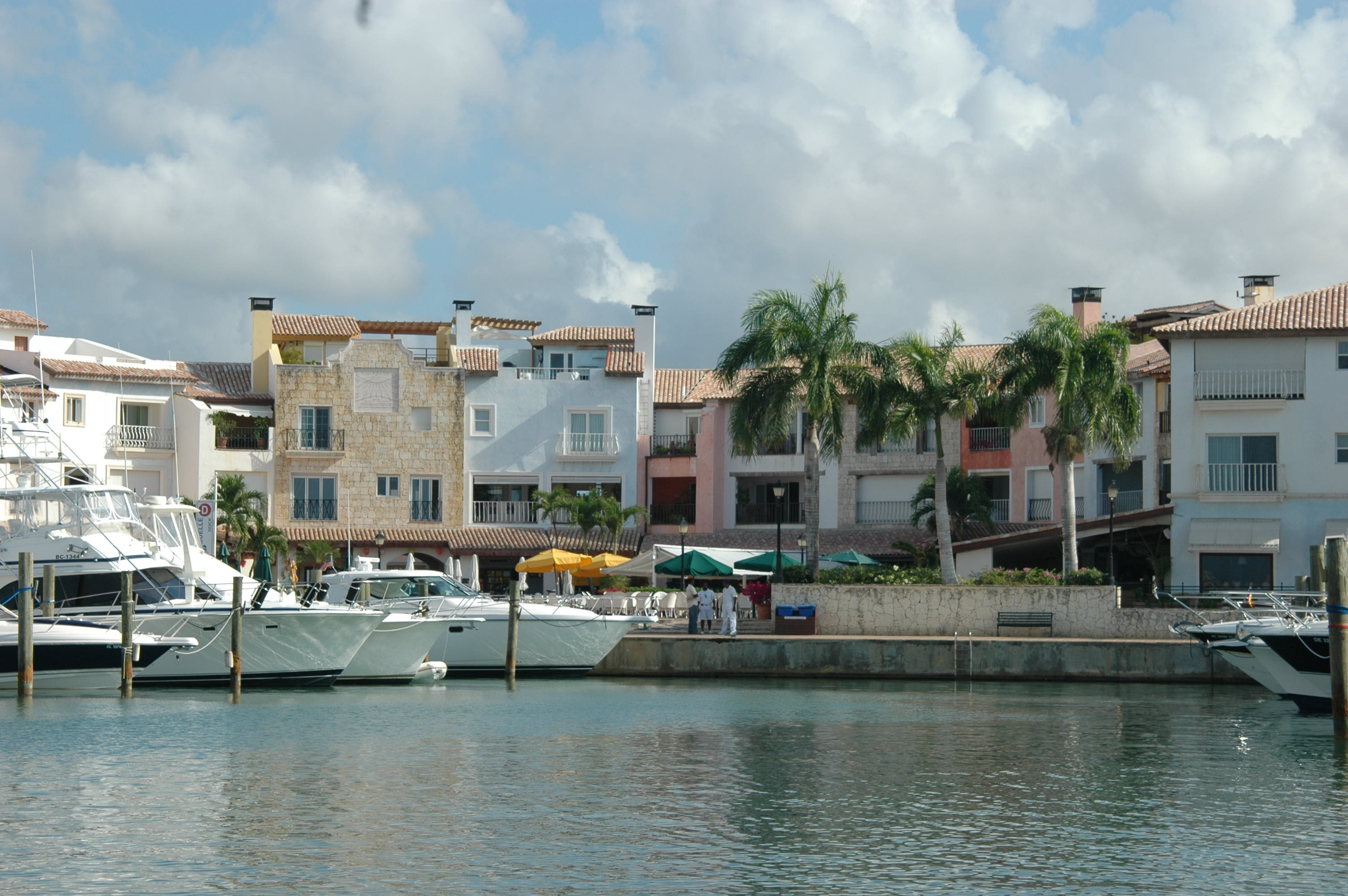
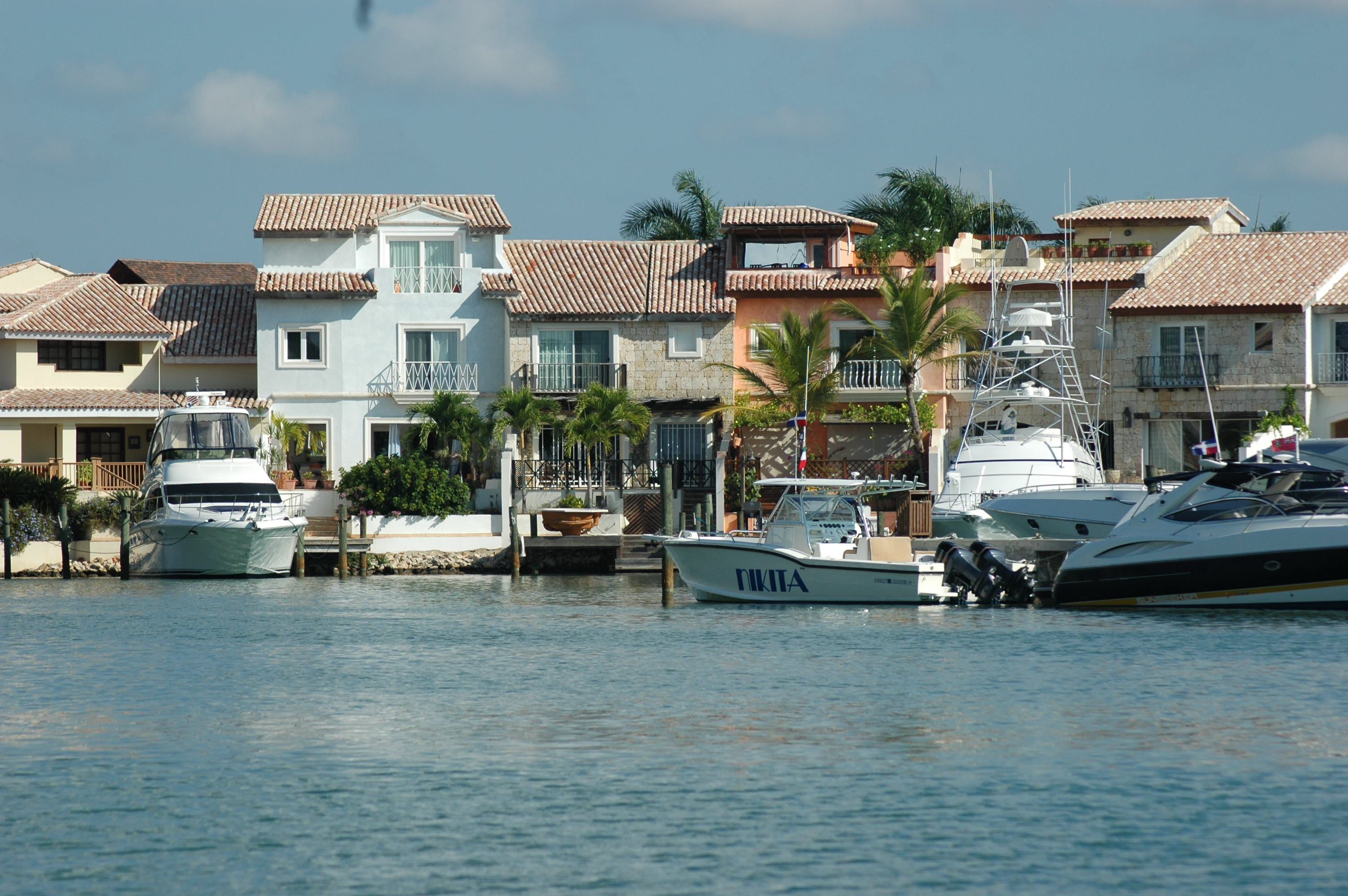

## Camp de golf

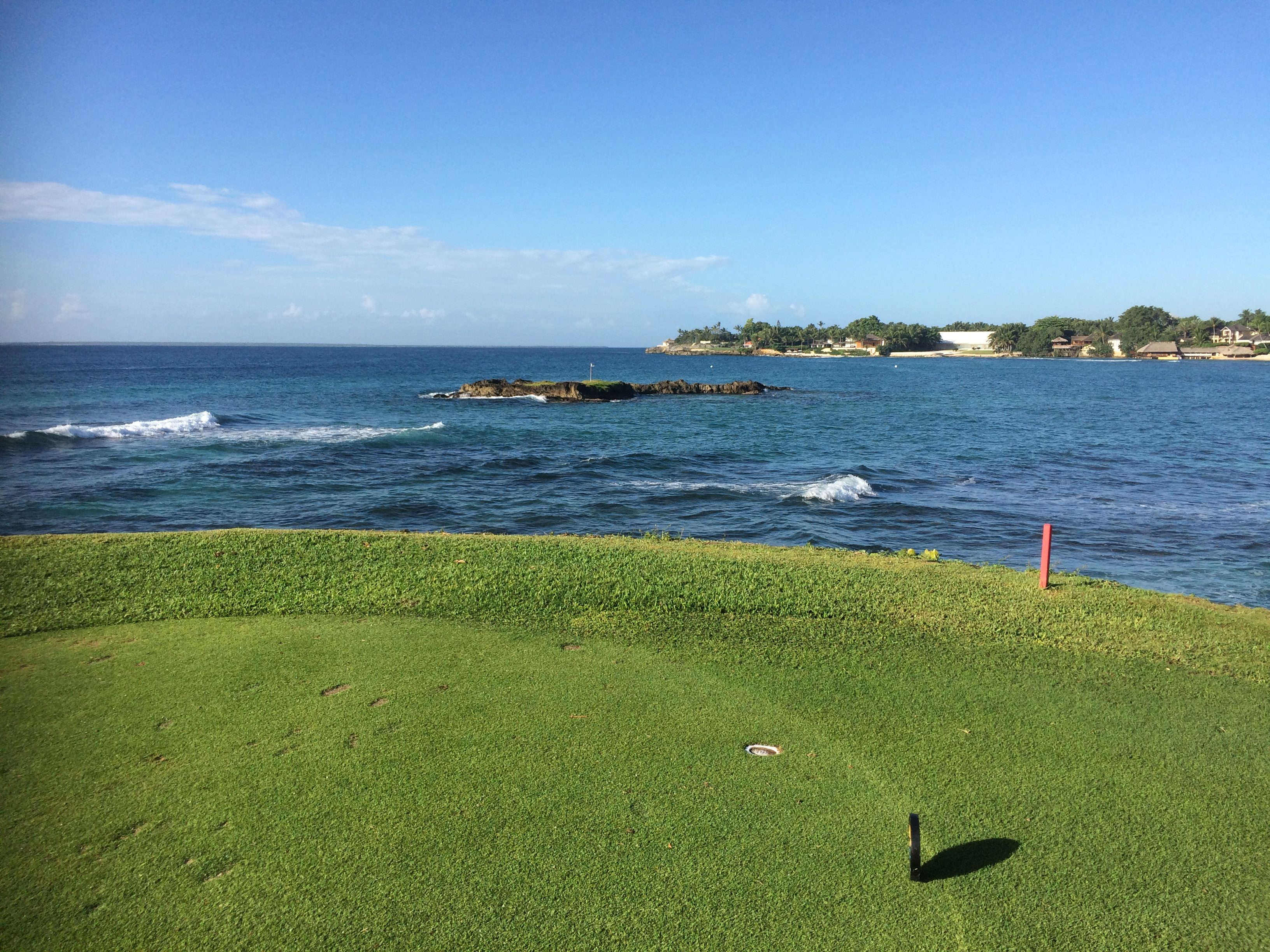
Camp de golf de Casa de Campo, La Romana, República Dominicana.

Els arquitectes del golf Pete i Alice Dye resideixen a Casa de Campo des de principis dels anys setanta, quan encapçalaren 300 treballadors locals amb matxets per arrasar el Diente de Perro (“dent de gos”, inaugurat el 1971) a través de la selva i al llarg d'una costa rocosa. El recorregut va servir de teló de fons per al número de 1971 de Sports Illustrated Swimsuit Issue.  La Casa de Campo tornà a servir de teló de fons per al número de 1987 de Sports Illustrated Swimsuit Issue.
Continua sent l'únic camp de golf caribeny classificat constantment entre els 100 millors camps del món (típicament entre els 50 millors). El Links Course (inaugurat el 1974) i el La Romana Country Club, només per a socis (inaugurat el 1990), són recorreguts d'interior amb llacs. El camp de golf més nou de Dye, l'aclamat Dye Fore (inaugurat l'any 2000), voreja penya-segats a 300 peus (91 m) per sobre del riu Chavón, amb vistes de la vila d'Altos de Chavón, les muntanyes llunyanes i el nou port esportiu. Dye ha completat recentment un altre recorregut a l'altiplà al costat de Dye Fore, anomenat Dye Fore Lakes. Anualment Casa de Campo acull el torneig de golf The Sugar Golf, que usualment atrau uns 300 golfistes.